# Conflictos territoriales de América del Sur

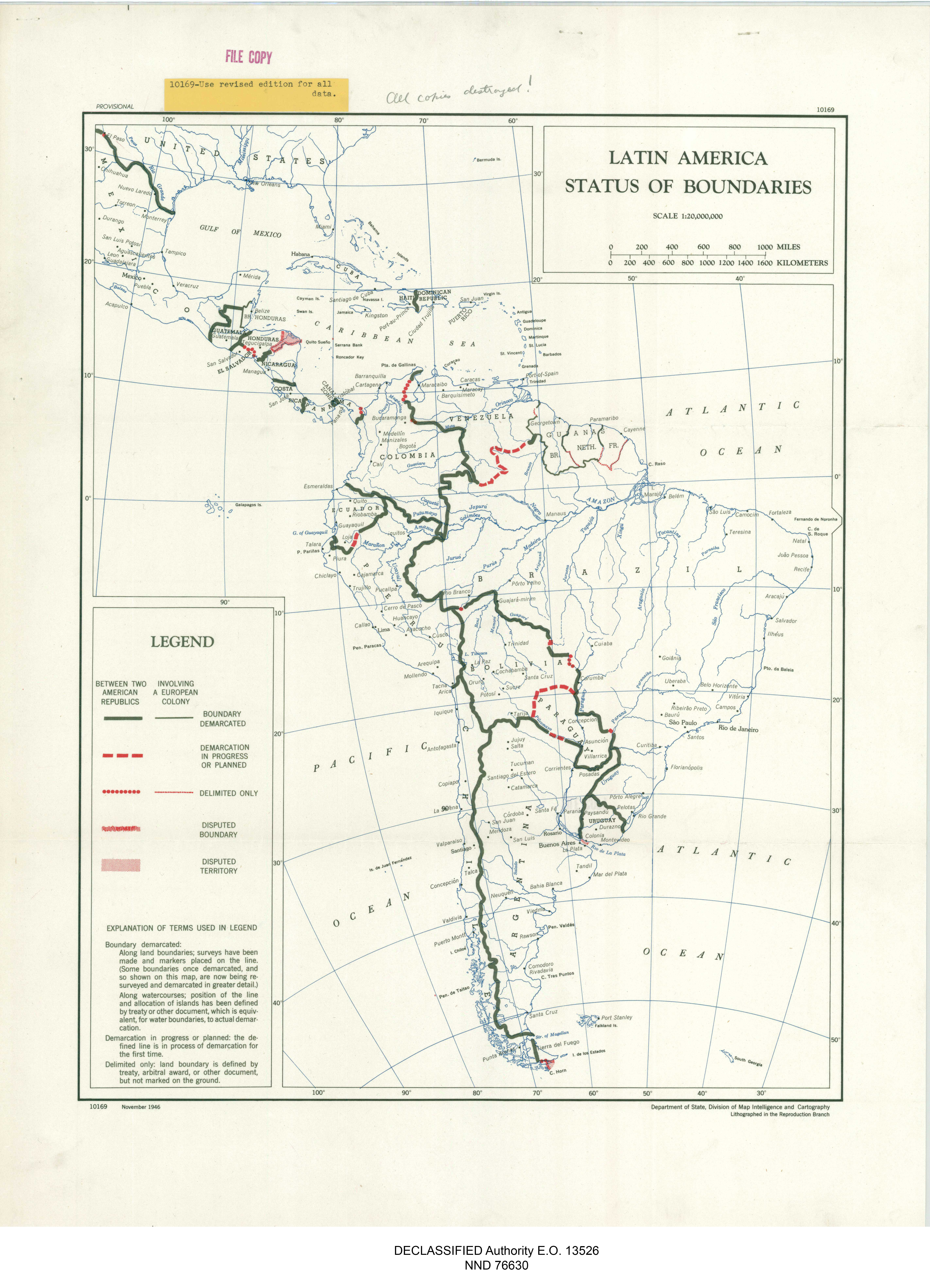
Disputas fronterizas en América Latina hacia 1945.

Con el nombre de conflictos territoriales se conoce a todas aquellas disputas y litigios que se han desarrollado en el territorio de América del Sur desde antes de la llegada de los colonizadores europeos hasta la modernidad, y que han moldeado la actual geografía política de la región. Estos conflictos se han resuelto tanto por la vía militar como por la diplomática. 
El conflicto más reciente de esta naturaleza en América fue la Guerra del Cenepa en 1995, entre Ecuador y Perú.

## Historia

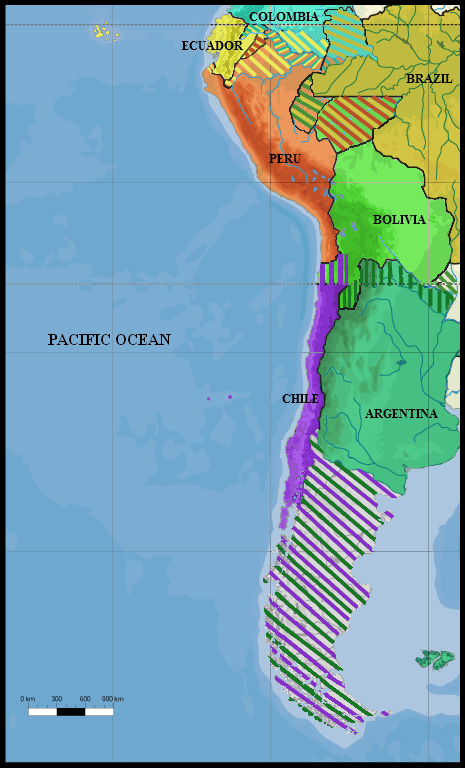
Disputas territoriales en Sudamérica en 1879, antes del inicio de la Guerra del Pacífico.

Disputas territoriales en la región del Río de la Plata en 1864, antes del inicio de la Guerra de la Triple Alianza. Con casi medio millón de muertos, es la guerra más mortífera en la historia de Sudamérica.

### Conflictos delsigloXIX
- Invasión luso-brasileña (1816-1820): Conflicto desatado en la totalidad del territorio actual de la República Oriental del Uruguay, la Mesopotamia argentina y el sur del Brasil, y que tuvo como resultado la anexión de la Banda Oriental al Reino de Portugal, con el nombre de Provincia Cisplatina.

- Guerra del Brasil (1825-1828): Conflicto por la posesión de la Provincia Cisplatina (la cual cubría la totalidad de lo que hoy es la República Oriental del Uruguay), en ese momento bajo control del Imperio del Brasil, pero anteriormente había sido una de las Provincias Unidas del Río de la Plata, luego Argentina. El resultado es que Brasil pierde la Provincia Cisplatina pero no vuelve a formar parte de las Provincias Unidas, sino que pasa a ser un nuevo estado independiente: Uruguay.

- Guerra grancolombo-peruana (1828-1829): Fue un conflicto armado que enfrentó a la Gran Colombia contra la República del Perú, por la soberanía sobre las regiones de Maynas en la Amazonía, Jaén en los Andes, Tumbes y Guayaquil en la costa del Océano Pacífico. Esta guerra dio origen al conflicto limítrofe entre el Perú y el Ecuador y a la guerra colombo-peruana de 1932-1933.

- Guerra del Cauca (1832): Fue una conflagración que enfrentó a la República de la Nueva Granada contra la República del Ecuador, por la soberanía de las provincias limítrofes de Pasto, Popayán y Buenaventura.

- Guerra entre las confederaciones Argentina y Perú-Boliviana (1837-1839): Esta guerra se inició el 19 de mayo de 1837 cuando el entonces encargado del manejo de las relaciones exteriores de la Confederación Argentina y gobernador de la Provincia de Buenos Aires, Juan Manuel de Rosas, declaró la guerra a la Confederación Perú-Boliviana por la Cuestión de Tarija, por el apoyo de Andrés de Santa Cruz al Partido Unitario, y por la sospecha de que la Confederación Perú-Boliviana intentaría anexar a las provincias del Noroeste argentino. Cabe destacar que este conflicto se dio en el marco y con simultaneidad al conflicto que la confederación de Perú-Bolivia tuvo con Chile por lo que se trata realmente de una única guerra.

- Guerra contra la Confederación Perú-Boliviana (1836-1839): Fue un enfrentamiento bélico entre la Confederación Peruano-Boliviana dirigida por el dictador supremo Andrés de Santa Cruz que pretendía unir Perú y Bolivia en una sola nación y por otra parte, la coalición del Ejército de Chile y el Ejército Restaurador del Perú quienes se opusieron a las ideas de Santa Cruz y finalmente salieron vencedores.

- Bloqueo anglo-francés del Río de la Plata (1845-1850): Es el nombre con el que se conoce al conflicto bélico entre los gobiernos de Francia e Inglaterra (con apoyo Partido Unitario argentino y Partido Colorado (Uruguay)) contra la Confederación Argentina en el marco del Sitio de Montevideo (1843-1851), que tuvo como resultado la victoria de la Confederación Argentina. El conflicto se inició con el Bloqueo anglo-francés del Río de la Plata que tenía como motivo perjudicar al bando federal y presionar para que las dos potencias europeas pudieran adjudicarse derechos marítimos y sobre todo, fluviales, en territorio argentino.

- Guerra colombo-ecuatoriana (1862-1863): fue un conflicto producido por causas políticas y fronterizas, terminó con una victoria colombiana.

- Guerra hispano-sudamericana (1865 -1866): La guerra hispano-sudamericana (llamada en Chile y Perú Guerra contra España y en España Guerra del Pacífico) fue un conflicto bélico que se desarrolló en las costas chilenas y peruanas, en el que se enfrentaron España por una parte, contra Perú y Chile, principalmente, y Bolivia y Ecuador, en menor grado. El conflicto diplomático dio comienzo entre Perú y España por el Incidente de Talambo y la ocupación de las Islas Chincha por la Armada Española el 14 de abril de 1864 y el conflicto finalizó con el reconocimiento oficial de la independencia del Perú por parte del país europeo.

- Guerra de la Triple Alianza (1864-1870): Fue la guerra en la cual la "Triple Alianza" -una coalición conformada por Brasil, Uruguay y Argentina apoyados diplomáticamente por el Imperio Británico y financieramente por capitales de este país, que entre muchos intereses, encontraba territorialmente el interés de acceder a derechos fluviales sobre territorio paraguayo, al igual que sus vecinos que también además de muchos intereses políticos (sobre todo internos) tenían la intención de anexar territorios fronterizos del Paraguay. El conflicto, política y sociológicamente muy complejo, comenzó a fines de 1864 con las acciones bélicas entre Brasil y Paraguay, por esto recién a partir de 1865 puede hablarse de "Guerra de la Triple Alianza". Como resultado Paraguay perdió gran parte de su territorio (160 mil km²).

- Guerra del Pacífico (1879–1884): Fue un conflicto armado que enfrentó a la República de Chile contra las repúblicas del Perú y de Bolivia. El resultado fue la anexión a Chile del Departamento de Antofagasta, Bolivia; y del Departamento de Tarapacá y la Provincia de Arica (Perú).

- Disputa de la Patagonia Oriental, Tierra del Fuego y el estrecho de Magallanes (1842-1881): Fue una disputa diplomática y competencia por el dominio efectivo de la parte austral del continente sudamericano por parte de Chile y Argentina. La tensión estuvo a punto de desembocar en una guerra entre ambos países en 1878, sin embargo, la disputa fue terminada con el tratado de 1881 el cual definió la frontera en la cordillera de los Andes hasta el paralelo 52° sur, dejando el estrecho de Magallanes dentro de Chile bajo un régimen de libre navegación, a la isla grande de Tierra del Fuego dividida entre ambos países, y las islas al sur del canal Beagle en Chile.

- Guerra del Acre (1899-1903): Fue un conflicto entre Bolivia y Brasil que afectó también al Perú por el dominio del territorio del Acre, rico en árboles de caucho y yacimientos auríferos. Concluyó con la victoria de Brasil y la consecuente anexión de territorios que habían pertenecido a Bolivia y Perú.

### Conflictos delsigloXX
- Conflicto limítrofe entre el Perú y el Ecuador (1830-1999): Comenzó desde la separación de los países que conformaron la Gran Colombia. Situación que se agravó conforme pasaron los años involucrando a Ecuador y Perú en muchas guerras esporádicas, siendo las más fuertes la Guerra peruano-ecuatoriana de 1941 pero que se concretó con la Guerra del Cenepa en 1995. Fue en 1998 que se firmó la paz poniendo fin al problema limítrofe, también es considerada el conflicto más grande de todo el continente americano ya que desde su inicio en 1830 nunca se llegó a un tratado específico siempre se hacían un pare al fuego y no fue hasta recién en 1998 con el Acta de Brasilia donde se puso fin a la guerra y escaramuzas.

- Guerra del Chaco (1932-1935): Librada entre Paraguay y Bolivia, por el control del Chaco Boreal. Fue la guerra contemporánea a más grande escala sucedida en el continente latinoamericano, movilizando cerca a medio millón de hombres, es también la primera en el continente en la que se usa armamento convencional como tanques, ametralladoras y tácticas como la guerra de trincheras. Mencionar también que en este escenario se libró la primera batalla aérea en cielos latinoamericanos.

- Guerra colombo-peruana (1932-1933): Este conflicto armado entre la República de Colombia y la República del Perú se llevó a cabo en las regiones cercanas al río Putumayo y a la ciudad de Leticia, por la soberanía de esta parte de la cuenca amazónica rica en árboles de caucho. La guerra terminó con la ratificación del Tratado Salomón-Lozano de 1922.

- Conflicto del Beagle (1888-1984; crisis en 1978): Fue una disputa territorial entre la República Argentina y la República de Chile sobre la determinación de la traza de la boca oriental del canal Beagle, que afectaba la soberanía de las islas ubicadas dentro y al sur del canal, y al este del meridiano del cabo de Hornos y sus espacios marítimos adyacentes.

- Conflicto del Falso Paquisha (1981): Enfrentamiento militar ocurrido entre enero y febrero de 1981 entre Ecuador y Perú por el control de tres puestos de vigilancia. Si bien Perú consideró que el asunto ya estaba decidido en la Guerra peruano-ecuatoriana de 1941, Ecuador alegó que el Protocolo de Río de Janeiro no era ejecutable debido a que un tramo de 78 km de la frontera no estaba definido con precisión.[2]

- Guerra de las Malvinas (1982): Fue un conflicto armado entre la Argentina y el Reino Unido ocurrido en las Islas Malvinas, Georgias del Sur y Sandwich del Sur por la soberanía sobre estos archipiélagos australes tomados por la fuerza en 1833 y dominados desde entonces por el Reino Unido. Sin embargo, la Argentina los sigue reclamando como parte integral e indivisible de su territorio, considerando que se encuentran ocupados ilegalmente por una potencia invasora y los incluye como parte de su provincia de Tierra del Fuego, Antártida e Islas del Atlántico Sur. Dichos territorios en disputa, fueron recuperados militarmente por la Argentina el 2 de abril de 1982 aunque, también por la fuerza, el Reino Unido volvió a tomar el control de la totalidad de los archipiélagos el 14 de junio del mismo año.[3]

- Guerra del Cenepa (1995): Conflicto militar breve y localizado entre Ecuador y Perú, disputado por el control de una zona de la Cordillera del Cóndor, cerca de la frontera entre ambos países. Este conflicto es el más reciente de su naturaleza.[1]